# Hitachi-Ōta
Hitachi-Ōta (jap. 常陸太田市, -shi) ist eine Stadt in Japan in der Präfektur Ibaraki.

## Geographie
Hitachi-Ōta liegt westlich von Hitachi und nördlich von Mito.

## Geschichte
Hitachi-Ōta war seit dem 12. Jahrhundert Burgstadt. Die Burg wurde im Mittelalter vor allem von den Satake genutzt. Nach 1600 wurde die Burg aufgegeben. Ōta wurde am 15. Juli 1954 zur Stadt erhoben.

## Sehenswürdigkeiten
- Satake-ji

## Verkehr
- Zug:
  - JR-Suigun-Linie
- Straße:
  - Joban-Autobahn
  - Nationalstraße 293,349

## Angrenzende Städte und Gemeinden
- Hitachi (Ibaraki)
- Takahagi
- Hitachiomiya
- Naka

## Persönlichkeiten
- Sesson Shūkei (1504–1589), Zen-Mönch und Maler aus der späten Muromachi- bis frühen Momoyama-Zeit